# زيجمونت غينتر

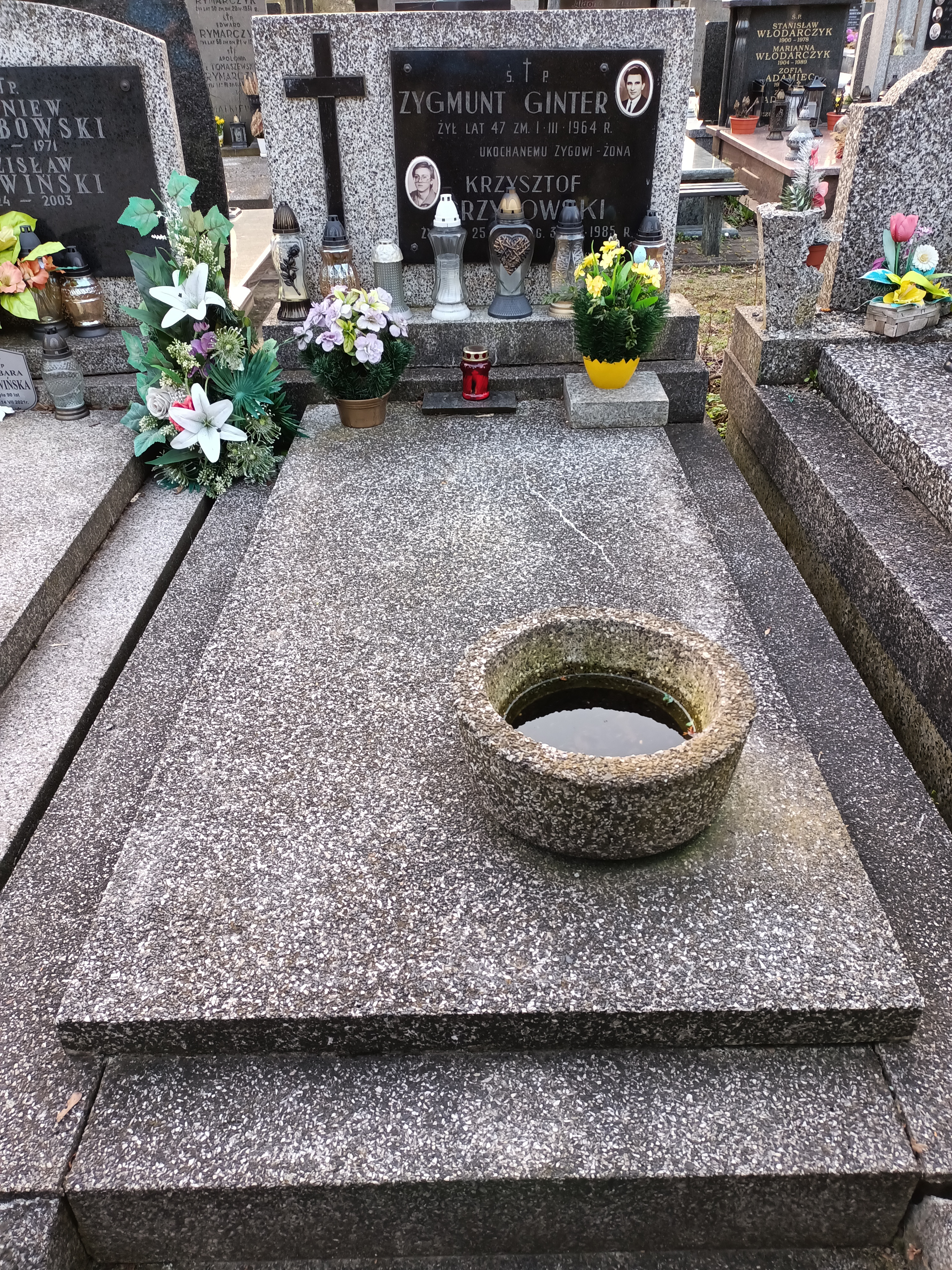
مرقد زيجمونت غينتر

زيجمونت غينتر (بالبولندية: Zygmunt Ginter)‏ (و. 1918 – 1964 م) هو لاعب هوكي الجليد بولندي، شارك في الألعاب الأولمبية الشتوية 1948، مركز لعبه هو مدافع ‏، توفي في وارسو، عن عمر يناهز 46 عاماً.

## روابط خارجية
- زيجمونت غينتر على موقع EliteProspects.com (الإنجليزية)
- زيجمونت غينتر على موقع أوليمبيديا (الإنجليزية)
- زيجمونت غينتر على موقع اللجنة الأولمبية البولندية (مؤرشف) (البولندية)
- زيجمونت غينتر على موقع اللجنة الأولمبية البولندية (مؤرشف) (البولندية)